# 野田鶴声社
野田鶴声社（のだかくせいしゃ）は、かつて東京都葛飾区に本社を置いていた日本のホイッスルメーカーである。1919年（大正8年）創業の老舗企業であったが、2015年（平成27年）に廃業した。

## 概要
ハーモニカを製造していた鶯声社（おうせいしゃ）の工場長、野田義定が海外バイヤーからの出資をもとに独立し、1919年に創業。社名は鶴（つる）が鶯（うぐいす）よりも大きいことと、諺の「鶴の一声」に由来する。
第二次世界大戦後、息子の野田員弘（のだ かずひろ）が2代目社長に就任。ガスライターの研磨・ハンダ付け・メッキ加工の作業と重なることから、ホイッスルの生産に取りかかる。アメリカの学校などへ35万個を6年間輸出したが、円高により安価な海外製品が出回ったため、ヨーロッパに活路を求める。スポーツの審判が吹くホイッスルの生産に着手し、以後世界45カ国へ累計1500万個を輸出した。
真鍮4層構造、真球コルクボール入りのホイッスルは、広いスタジアムでもよく響き、音の強弱が付けられる。サッカーのFIFAワールドカップで1982年スペイン大会・1986年メキシコ大会で公式ホイッスルに採用された実績があるほか、NATO軍やフランス国家警察などで採用されるなど海外に多くの納入実績がある。1990年代に日本でサッカーブームが起きると海外での評価を逆輸入する形で紹介され、1993年に日本サッカー審判協会の推奨品に認定。1998年ワールドカップ・フランス大会では、唯一の日本人審判である岡田正義が使用した。アディダスやPUMAのOEM生産ほか、ラグビー、バレーボール、水泳用などのバリエーションがある。
社員5名の「世界に認められた下町の工場」として知られたが、技術的な継承が難しいことから、野田員弘社長の代で会社を畳むとしていた。野田社長の死去を機に、2015年に廃業した。
2015年の廃業後に、完成品と半製品の全ての在庫を株式会社サンファスニングシステムズ (SFS) に引き継ぎ、同社がメルカリで野田鶴声社のホイッスルを販売継続している。

## 歴史
- 1919年 - 現在の東京都台東区（当時は東京市）で、ハーモニカ、鉄琴、アコーディオンなどの北米輸出向け音響玩具メーカーとして創立。
- 1945年 - 第二次世界大戦で工場が全焼。その後移転を繰り返すも、そのたびに空襲に合計4回みまわれ、終戦直前より現在の東京都葛飾区亀有に会社を移転する。
- 1968年 - ホイッスルの製造を開始。
- 1973年 - 国際スポーツ用品見本市に出展。
- 1982年 - ワールドカップスペイン大会に公式採用。
- 1990年 - 国内大手スポーツメーカーへ販売開始。
- 2002年 - FIFAワールドカップ公式ライセンスグッズとなる。
- 2015年 - 廃業。